# Фортуна Чорне
Фортуна Чорне (пол. Fortuna Czarne), розмовно «Чорна Фортуна» або «Темна Фортуна» — темне, солодке ароматне пиво, яке варила з 1997 року Пивоварня Фортуна з Мілослава, продовжуючи традицію чорного пива у Великопольщі. 

## Характеристика
Фортуна Чорне — це темне підсолоджене пиво, зварене з легкого ячмінного пілзненського солоду, а також карамельного солоду, хмелю, карамелі та цукру. Має чорний карамельний колір і густу піну. В його смаку відчувається делікатна гіркота, домінує карамельна солодкість та кавовий післясмак. 
Екстракти та вміст алкоголю: 
- 1997–2008 роки: екстракт 12,7%, алкоголь 6,2 об. (4,65 мас.)
- з 2008 року: екстракту 12,2%, алкоголь 5,8% об (4,35 мас.)

Випускається у скляних пляшках місткістю 0,5 л та бочках KEG місткістю 30 та 50 літрів. 

## Чорне пиво як польський традиційний продукт
Фортуна Чорне з Мілослава плекає традицію темного пива, що пили у Великопольщі. Це пиво часто підсолоджували темним цукром, що давало чорний колір та солодкий смак. Слідуючи уподобанням народу першим промислове виробництво цього пива у ХІХ столітті запустив бровар в селі Єжиці (нині район Познаня) і виробляв його до кінця 50-х років XX століття. Чорне пиво з додаванням чистого цукру варила у міжвоєнний період також пивоварня Кобилеполе у Познані, звертаючи увагу на його лікарські та солодові властивості. У 1945–1950 роках пивоварня та солодовий завод у Вольштині виробляли його як харчове пиво. За продукцією наглядали в цих пивоварнях відомі та досвідчені в ті часи технологи пивоваріння — інженер Едвард Стамм та майстер пивоваріння Іполіт Лацковський. Перерва у виробництві чорного пива у Великопольщі тривала до 3 листопада 1974 року, коли пивоварню в Неханові знову запущено під технологічним наглядом інженера Александра Стамма, який виробляє повне солодне пиво під назвою «Ґнежненське» (пол. «Gnieźnieńskie»). Виробництво цього пива тривало до кінця існування пивоварного заводу в Неханові, тобто до 1997 року. Того ж року під наглядом Александра Стамма, пивоварня в Мілославі відновила виробництво чорного пива, продовжуючи великопольські традиції. 
У 2006 році чорне пиво було внесено Міністерством сільського господарства та розвитку села до переліку традиційних польських продуктів. 